# Homopholis fasciata
Homopholis fasciata là một loài thằn lằn trong họ Gekkonidae. Loài này được Boulenger mô tả khoa học đầu tiên năm 1890.

## Hình ảnh

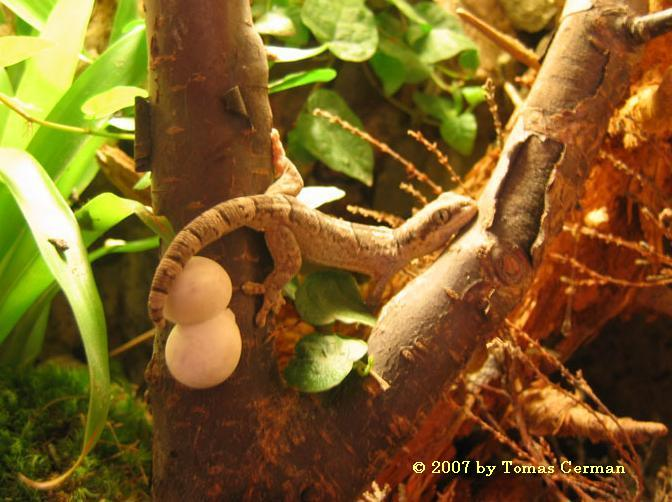
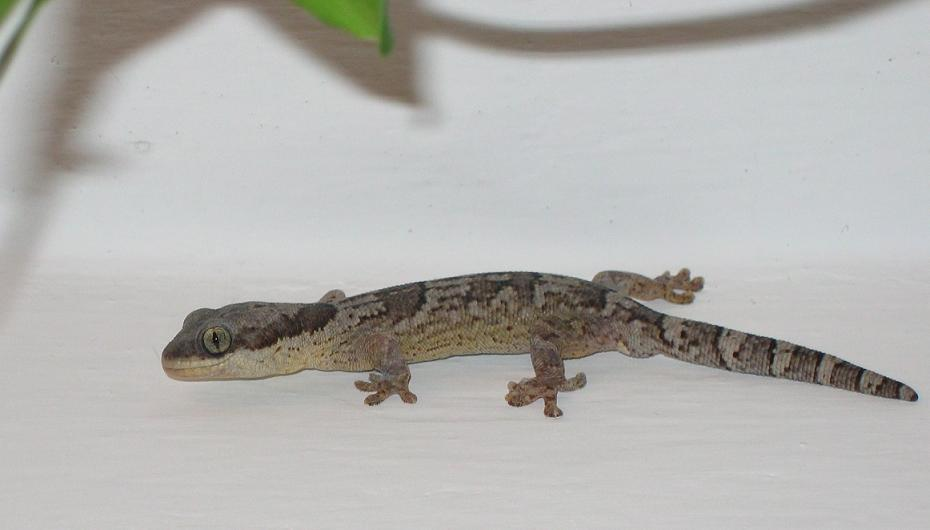